# Eslida (kommunhuvudort)
Eslida är en kommunhuvudort i Spanien.   Den ligger i provinsen Província de Castelló och regionen Valencia, i den östra delen av landet, 300 km öster om huvudstaden Madrid. Eslida ligger 338 meter över havet och antalet invånare är 856.
Terrängen runt Eslida är kuperad, och sluttar österut. Runt Eslida är det tätbefolkat, med 319 invånare per kvadratkilometer. Närmaste större samhälle är Onda, 9,7 km norr om Eslida. 